# Ta Ra Rum Pum
Pour plus de détails, voir Fiche technique et Distribution.
Ta Ra Rum Pum est un film indien réalisé par Siddharth Anand en 2007. C'est la deuxième fois que les deux principaux acteurs travaillent ensemble, après le succès connu dans le film Hum Tum (2004). Le réalisateur a également produit un autre film avec Saif Ali Khan en 2005, Salaam Namaste.
Ta Ra Rum Pum a connu un grand succès en dehors et à l'intérieur de Bollywood, surtout en Amérique, Moyen-Orient et Afrique du Nord. La production du film Ta Ra Rum Pum a commencé en mai 2006, et la réalisation du film était le 27 avril 2007. Le film avait comme titre en premier temps Ta Ra Rum Pum Pum. La plupart des scènes de Ta Ra Rum Pum ont été filmées aux États-Unis, à part quelques scènes dans un studio à Mumbai.

## Synopsis
C'est l'histoire de R.V (Saif Ali Khan) et de Radhika (Rani Mukerjee). Tout les oppose. Il est insouciant et dépense sans compter tandis qu'elle vient d'une famille aisée et elle dépense très peu. Ils se rencontrent dans un taxi et leurs routes n'ont pas fini de se croiser. R.V devient pilote de voiture et il remporte de nombreux prix. Ils décident de se marier mais le père de Radhika n'est pas d'accord avec leur choix, mais peu importe, le jeune couple décide de se marier et ont deux enfants magnifiques : Princess (Angelina Idnani) et Champ (Ali Haji).
Pendant une course R.V est victime d'un grave accident.
Un an après il reprend la course et ne gagne plus aucun prix. Ils sont ruinés mais il arrive à surmonter cet obstacle grâce à l'amour familial. 

## Fiche technique
- Titre original : Ta Ra Rum Pum
- Langues : Hindi
- Réalisateur : Siddharth Anand
- Productions : Yash Raj Films
- Distribution : Walt Disney Pictures
- Pays :  Inde
- Dates de sortie :
  - Inde et États-Unis : 27 avril 2007
  - France : 29 mai 2007
- Genre : Famille, Sport
- Durée : 156 min

## Distribution
- Saif Ali Khan : R.V. (Raaj Veer Singh)
- Rani Mukherjee : Radhika Subho Shekar Roy Banerjee
- Angelina Idnani : Princess Singh
- Ali Haji : Champ
- Jaaved Jaffrey : Harry
- Shruti Seth : Sasha
- Victor Banerjee : Subho Shekhar Rai Banerjee